# Parque Natural Regional de Morvan
O Parque Natural Regional de Morvan (em francês: Parc naturel régional du Morvan, pronúncia em francês: [paɾk natyɾɛl ɾeʒjɔnal dy mɔɾvɑ̃]) é uma área protegida de florestas, lagos e terras agrícolas tradicionais na Bourgogne-Franche-Comté, região central da França. Ele cobre uma área total de 285.000 hectares e se estende por quatro departamentos diferentes, sendo a maior parte em Nièvre. A área foi oficialmente designada como um parque natural regional em 1970.

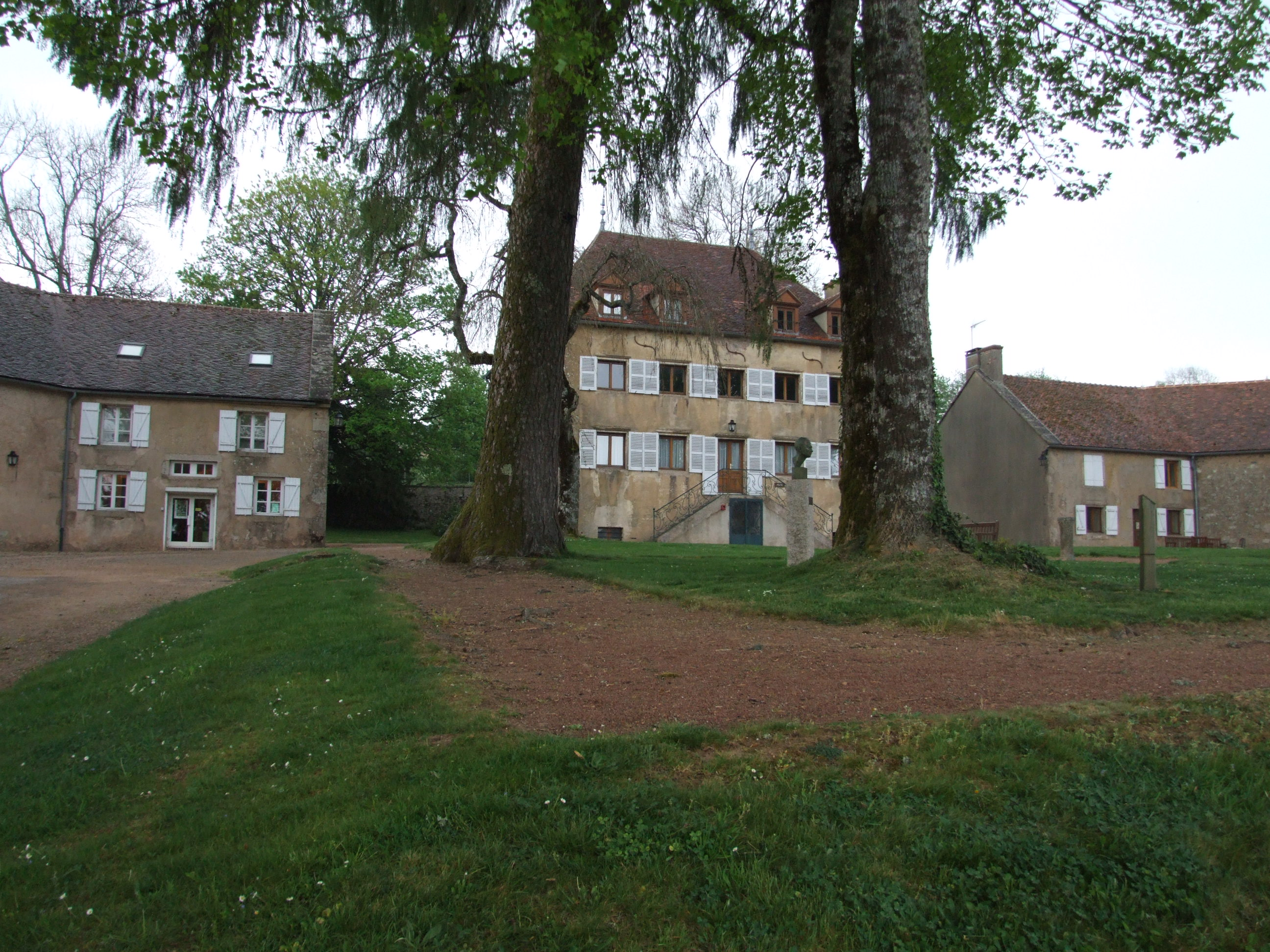
O centro de visitantes é chamado de Espace St-Brisson

O maison du parc (principal centro de visitantes) está localizado na pequena comuna de Saint-Brisson e mantém um dos seis museus de história natural do parque (Écomusée de Morvan).

## Comunas integrantes
O parque inclui 117 comunas, bem como cinco comunas parceiras associadas.
- Aisy-sous-Thil • Alligny-en-Morvan • Anost • Antully • Arleuf • Arnay-le-Duc • Asquins • Autun • Avallon
- Bard-le-Régulier • Bazoches • Beauvilliers • Blanot • Blismes • Brassy • Brazey-en-Morvan • Bussières
- Cervon • Chalaux • Champeau-en-Morvan • Chastellux-sur-Cure • Château-Chinon (Campagne) • Château-Chinon (Ville) • Châtillon-en-Bazois • Châtin • Chaumard  • Chissey-en-Morvan • Corancy • Cussy-en-Morvan
- Domecy-sur-Cure • Dommartin • Dompierre-en-Morvan • Dun-les-Places • Dun-sur-Grandry
- Étang-sur-Arroux
- Fâchin • Foissy-lès-Vézelay • Fontenay-près-Vézelay
- Gâcogne • Gien-sur-Cure • Glux-en-Glenne • Gouloux
- Island
- Juillenay
- La Celle-en-Morvan • La Comelle • La Grande-Verrière • La Motte-Ternant • La Petite-Verrière • La Roche-en-Brenil • Lacour-d'Arcenay • Larochemillay • Lavault-de-Frétoy • Liernais • Lormes • Lucenay-l'Évêque • Luzy
- Magny • Marigny-l'Église • Ménessaire • Mhère • Millay • Molphey • Montigny-en-Morvan • Montigny-Saint-Barthélemy • Montlay-en-Auxois • Montreuillon • Montsauche-les-Settons • Moulins-Engilbert • Moux-en-Morvan
- Onlay • Ouroux-en-Morvan
- Pierre-Perthuis • Planchez • Poil • Pontaubert • Pouques-Lormes • Précy-sous-Thil • Préporché
- Quarré-les-Tombes
- Roussillon-en-Morvan • Rouvray
- Saint-Agnan • Saint-Andeux • Saint-André-en-Morvan • Saint-Brisson • Saint-Didier • Saint-Didier-sur-Arroux • Saint-Germain-de-Modéon • Saint-Germain-des-Champs • Saint-Hilaire-en-Morvan • Saint-Honoré-les-Bains • Saint-Léger-de-Fougeret • Saint-Léger-sous-Beuvray • Saint-Léger-Vauban • Saint-Martin-de-la-Mer • Saint-Martin-du-Puy • Saint-Père • Saint-Péreuse • Saint-Prix-lès-Arnay • Sainte-Magnance • Saulieu • Savilly • Sermages • Sincey-lès-Rouvray • Sommant
- Tharoiseau • Thil-sur-Arroux • Thoisy-la-Berchère
- Uchon
- Vauclaix • Vézelay • Vianges • Vic-sous-Thil • Villapourçon • Villargoix • Villiers-en-Morvan

## Comunas parceiras
- Arnay-le-Duc • Autun • Corbigny • Châtillon-en-Bazois • Saint-Brancher